# Send me on my way
«Send Me on My Way» es un sencillo de 1992 de la banda de folk rock y reggae Rusted Root publicado originalmente en 1992 para su álbum debut, Cruel Sun. Alcanzó el puesto número #72 en el Billboard Hot 100. Logró un alto nivel de popularidad tras su aparición en películas como Matilda (1996) y Ice Age (2002).

## Antecedentes
Originalmente lanzado como una versión del álbum Cruel Sun de 1992, pero se volvió a grabar en 1994 para su segundo álbum, When I Woke. El vocalista de Root, Michael Glabicki, escribió la letra, y sus otros miembros —Liz Berlín, John Buynak, Jim Dispirito, Jim Donovan, Patrick Norman y Jennifer Wertz—, contribuyeron a la canción.
En febrero de 2013, en una entrevista con Songfacts, Glabicki recordó haber entrado en el estudio de la banda —un almacén con grandes ventanas— en un día soleado, tomando una guitarra y escribiendo la canción en medio de «una sensación muy, muy feliz» en la que «allí hubo mucha felicidad» En la misma entrevista, dijo que Toni Childs era una influencia en la canción.
La canción hace uso de frases sin sentido como «oombayseeyou» y «seemoobadeeyah». Estos fueron agregados con el argumento de que sonaban bien y se sentían correctos, y el uso de una palabra en el diccionario no hubiera sido una mejora. Además, la canción contiene un solo de silbido interpretado por el miembro de Rusted Root, John Buynak.

## Recepción de la crítica
La recepción crítica ha sido mixta. En enero de 2014, en una crítica sobre Cruel Sun, Kurt Keefner dijo que «el riff vocal africano de la canción es malo», mientras que Chris Baker de Syracuse.com dijo «la energía y la alegría de la canción son, sin duda, responsables de su éxito». A diferencia del fervor que se encuentra en canciones como «Ecstasy» o «Lost in a Crowd», «Send Me on My Way» es un optimismo desenfrenado, perfecto para unas películas infantiles.

## En la cultura popular
La canción ha mantenido un amplio reconocimiento a través de su uso frecuente en las bandas sonoras de películas, sobre todo en la adaptación cinematográfica del libro de Matilda (1996) escrito por Roald Dahl, así como en La Era de Hielo (Ice Age) de Blue Sky Studios, estrenada en 2002. Esto también incluye otros medios, como:
- Party of Five (banda sonora de 1996)[9]
- Pie in the Sky (1996)[10]
- Matilda (1996)
- Race the Sun (1996)[11]
- The Theory of Flight (1998)[12]
- Ice Age (2002)
- Sr. y Sra. Smith (2005)
- Standing Still (2005)[13]
- Utilizado como tema musical para el programa de Treehouse's Are We There Yet?: World Adventure (2007–2009)[14]
- Alpha and Omega (2010)[15]
- Chuck (2011)[16]
- Canción destacada en las campañas de NHL y NCAA para Enterprise Rent-A-Car, que se emitió 254 veces entre 2011-2013[17]
- New Girl – Temporada 1, Episodio 12 (2012)[18]
- Cuckoo – Temporada 3, Episodio 7 (Versión de BBC 3) (2015)
- Big Mouth - Temporada 1, Episodio 4 (2017)
- Ralph Breaks the Internet - Primer Tráiler (2018)
- Rick y Morty - Temporada 8 episodio 8, Nomortland (2025)

Además, ingenieros de la NASA eligieron «Send Me on My Way» como música de despertador para las exploraciones de Marte del robot Opportunity.
Debido a su uso múltiple en la cultura popular, el líder de la banda, Glabicki dijo que la canción se «ha convertido en algo diferente para nosotros. Es algo que vive junto a nosotros. Todos tienen un gran recuerdo o conexión con la canción. La canción creció y ahora tiene vida propia, es más grande, tenemos que sentarnos y observarlo».